# Helligåndshuset

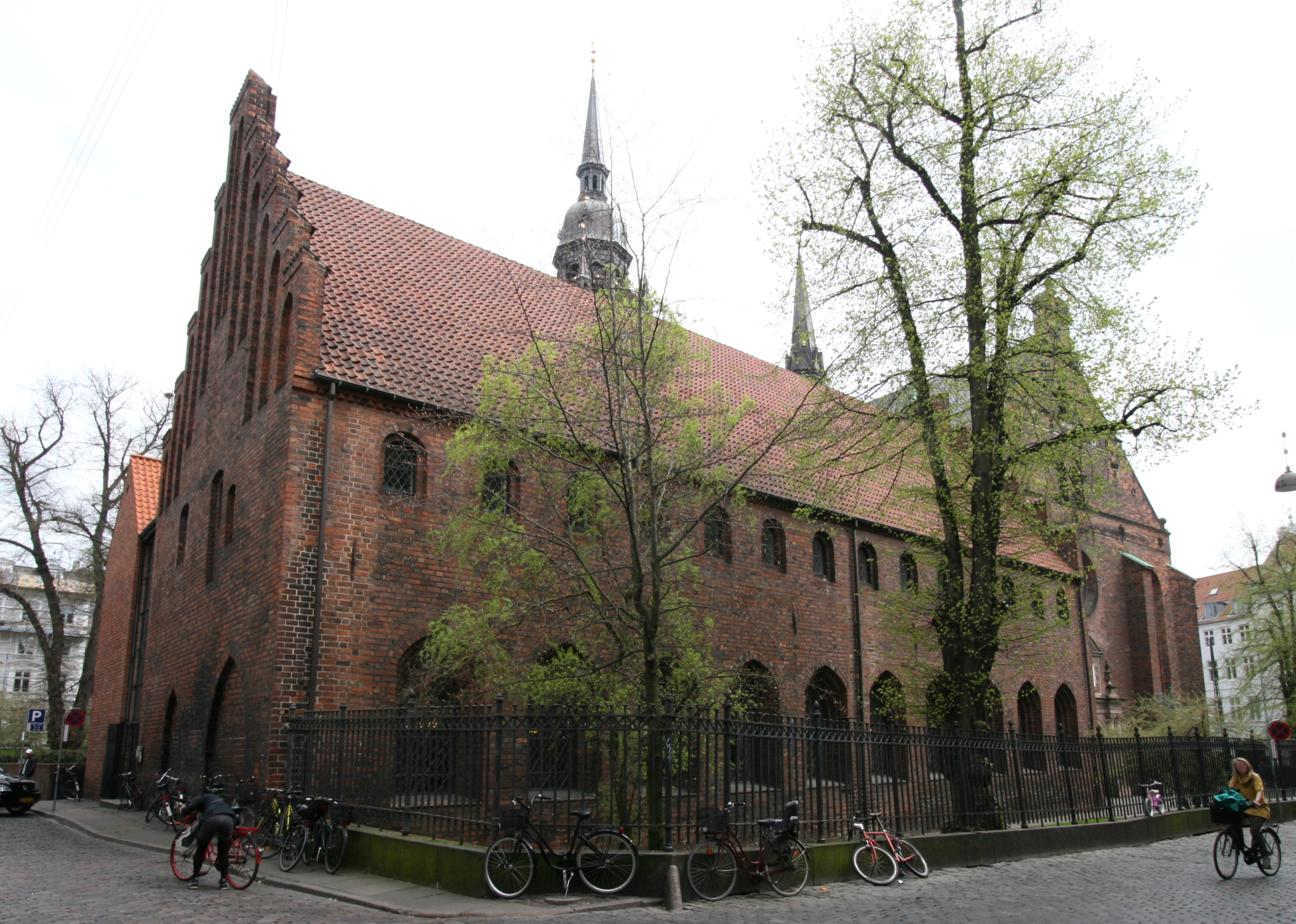
Helligåndshuset

Helligåndshuset var ett katolskt kloster för män tillhörigt augustinorden i Köpenhamn i Danmark.  Det grundades 1469, och upplöstes under reformationen i Danmark. Det grundades som hospital 1296, och sjukhuset och barnhemmet överläts 1469 på ett kloster, som sedan skötte det till 1530. Det var en av de första stora institutionerna i Köpenhamn och en del av stadens snabba expansion under 1200-talet. 